# 강능수
강능수(姜能洙, 1930년 2월 21일 ~ 2015년 7월 21일)는 조선민주주의인민공화국의 문학평론가 겸 정치인이다. 현재 내각 부총리겸 조선로동당 중앙위원회 정치국 위원이다. 최고인민회의 제12기 대의원이다.

## 경력
1930년 일제강점기에 평양에서 태어났다. 김일성종합대학 조선어문학부를 졸업했다. 1973년 3월 조선작가동맹 중앙위원회 부위원장으로 작가대표단장이 되어 소비에트 연방을 방문했다. 1986년 2월 조선문학창작사 부사장이 되었으며, 1989년 4.15문학창작단 단장, 조선작가동맹 통일문학담당 부위원장을 맡았다.
1999년 9월부터 2003년 9월까지 내각 문화상을 역임했으며, 2000년 8월 조선공보위원회 위원장으로 활동했다. 2004년 2월 김일성화·김정일화위원회 위원장을 지냈으며, 2006년 3월 6·15 남북 공동선언실천 북측위원회 부위원장으로 총회에 참석했다.
2006년 6월 문화상에 다시 임명되어, 2009년 4월 유임되었으며 2010년 1월까지 재임했다. 2010년 2월 당 중앙위원회 영화부 부장과 국가영화위원회 위원장을 거쳐 2010년 6월 내각 부총리에 임명되었다.
2010년 9월, 조선로동당 중앙위원회 위원에 선임되었다.

## 최고인민회의 대의원
2003년 9월 최고인민회의 제11기 대의원이 되었고 2008년 4월까지 최고인민회의 부의장을 맡았다. 2009년 4월이후 제12기 대의원으로 있다.

## 수훈
1997년 8월 김일성훈장을 받았다.

## 저서
- 〈문학의 기초〉(1966)[2]
- 〈시대와 문학〉(1991)

## 기타
2007년 리인모, 2010년 김중린, 2011년 김정일 사망 당시에 국가 장의위원회 위원을 맡았다.